# Ас-Садд
«Садд» або «Ас-Садд» (араб. السد) — катарський футбольний клуб із Дохи, заснований 1969 року. Виступає у найвищому дивізіоні Катару.

## Досягнення
- Чемпіонат Катару
  -  Чемпіон (18):  1971-72, 1973–74, 1978–79, 1979–80, 1980–81, 1986–87, 1987–88, 1989–89, 1999–2000, 2003–04, 2005–06, 2006–07, 2012–13, 2018–19, 2020–21, 2021–22, 2023-24, 2024-25

- Кубок Еміра Катару
  -  Володар кубку (19): 1975, 1977, 1982, 1985, 1986, 1988, 1991, 1994, 2000, 2001, 2003, 2005, 2007, 2014, 2015, 2017, 2020, 2021, 2024

- Кубок шейха Яссіма
  -  Володар кубку (15): 1977, 1978, 1979, 1981, 1985, 1986, 1988, 1990, 1997, 1999, 2001, 2006, 2014, 2017, 2019

- Кубок наслідного принца Катару:
  -  Володар (9): 1998, 2003, 2006, 2007, 2008, 2017, 2020, 2021, 2025

- Кубок зірок Катару:
  -  Володар (2): 2010, 2019–20

- Ліга чемпіонів Азії
  -  Переможець (2): 1989, 2011

## Відомі гравці
| - Мауро Сарате - Ромаріу - Феліпе Лорейру - Емерсон Шейх - Абеді Пеле - Паскаль Фейдуно - Алі Даеї - Абдул Кадер Кейта | - Віктор Ікпеба - Джон Утака - Франк Лебеф - Карлос Теноріо - Надір Бельхадж - Рауль - Хаві |

## Відомі тренери
| - Джемалудін Мушович (1994—1995, 1999—2000, 2008—2009) - Зе Маріо (1997) - Рене Меленстен(2000—2001) - Лука Перузович (2002—2004) - Бора Мілутінович (2004—2005) - Хорхе Фоссаті (2006—2007, 2010—2012) | - Ко Адріансе (2007—2008) - Емерсон Леау (2008) - Космін Алеройю (2009—2010) - Хуссін Амута (2012—2015) - Жезуалду Феррейра (2015—2019) |